# Calliphora augur
Calliphora augur är en tvåvingeart som först beskrevs av Fabricius 1775.  Calliphora augur ingår i släktet Calliphora och familjen spyflugor. Inga underarter finns listade i Catalogue of Life.

## Bildgalleri

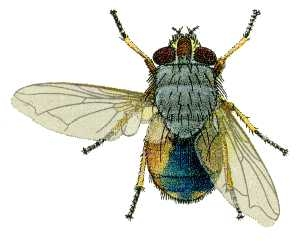